# Biopiribol
Se denomina biopiribol a una familia de minerales silicatos compuesto de unidades estructurales similares a al piroxeno y a la mica. El anfíbol puede resultar de la combinación de estas unidades aunque hay una infinita cantidad de biopiriboles posibles. Algunos tienen sus unidades ordenadas y otros desordenadas. El nombre biopirobol fue acuñado en 1970 y 1978 por J.B. Thompson.